# HD 10142
HD 10142，又名CD-37 620，SAO 193224、HR 471，是一颗恒星，视星等为5.94，位于銀經259.18，銀緯-76.31，其B1900.0坐标为赤經1h 34m 0.9s，赤緯-37° -76.31′ 0″。